# Faro del Cabo Columna
El faro de Cabo Columna o Cabo Colonna es un faro marítimo situado en el promontorio del cabo Columna, al sur de Crotona, Italia.
La peculiaridad del faro es que se encuentra dentro de la zona arqueológica de Capocolonna, cerca del histórico cabo Lacinio, donde se hallan los restos del santuario de Hera Lacinia de la polis magno-griega de Kroto, famosa por su importancia supralocal entre las épocas arcaica y romana.

## Historia
El promontorio de Lacinio ha servido históricamente como punto de referencia para la navegación. El propio santuario griego, con su tejado de mármol blanco, podía verse desde gran distancia y el promontorio en sí era un punto de referencia para los navegantes en la antigüedad. Una función que sigue cumpliendo hoy en día. En las cercanías del faro se conservan los restos de dos pequeños edificios que albergaban el telégrafo óptico de Claude Chappe, en funcionamiento antes de que se construyera el faro propiamente dicho.
El proyecto del faro de 1865 fue supervisado por Cesare Martin y formaba parte del programa desarrollado por el reino de Italia posterior a la unificación entre 1864 y 1891 para extender y estandarizar las estructuras de señalización costera en todo el país.
El proyecto se aprobó ese mismo año y las obras comenzaron en 1866. Inicialmente se supuso que las obras terminarían en 1871, pero luego se prolongaron y el faro entró en pleno funcionamiento en 1873.
El primer farero que encendió el fuego del faro de cabo Colonna fue Gaetano Giulio Cesare, que se encargó de hacer girar la linterna, con un sistema de relojería al que se daba cuerda manualmente girando una manivela. De hecho, durante muchos años, el faro tuvo una luz fija, es decir, siempre encendida y visible desde todas las direcciones. Hoy, en cambio, tiene una luz intermitente, visible cada cinco segundos.
En 1904, el faro fue demarcado y posteriormente pasó a ser propiedad de la Marina.
En 2021, debido a la inestabilidad hidrogeológica del promontorio, se produjeron problemas estructurales que lo inutilizaron. Actualmente se están planificando obras urgentes para eliminar la inestabilidad estructural.

## Detalles técnicos
El faro se eleva a unos 20 metros de altura. El cuerpo principal de la estructura, destinado a albergar el alojamiento del farero, tiene una cornisa de cordel que separa los dos órdenes de ventanas y un cuerpo central que sobresale del mar.
Alimentada eléctricamente y con una óptica giratoria, la luz es producida por una lámpara halógena de 1000 W con un destello blanco cada 5 segundos con un alcance de 24 millas náuticas, mientras que una lámpara de repuesto LABI de 100 W con un alcance de 18 millas náuticas se proporciona a la infraestructura del semáforo en caso de fallo de la lámpara principal.
La luz de cabo Columna es visible en el mar hasta 50 km de distancia, y ofrece seguridad a los navegantes en un tramo del mar Jónico muy peligroso debido a los fuertes vientos, las corrientes traicioneras, los bajíos y las rocas frente al promontorio.
La estructura de la linterna, de hierro fundido, es peculiar, y presenta unos elegantes canalones en forma de cabeza de león de inspiración Art Nouveau que parecen recordar, aunque accidentalmente, los antiguos canalones en forma de cabeza de león de terracota que adornaban el templo de Hera Lacinia.